# Naoya Tomita
Naoya Tomita –en japonés, 冨田尚弥, Tomita Naoya– (22 de abril de 1989) es un deportista japonés que compitió en natación. Ganó una medalla de oro en el Campeonato Mundial de Natación en Piscina Corta de 2010, en la prueba de 200 m braza.

## Palmarés internacional
| Campeonato Mundial en Piscina Corta | Campeonato Mundial en Piscina Corta | Campeonato Mundial en Piscina Corta | Campeonato Mundial en Piscina Corta |
| Año                                 | Lugar                               | Medalla                             | Prueba                              |
| ----------------------------------- | ----------------------------------- | ----------------------------------- | ----------------------------------- |
| 2010                                | Dubái (EAU)                         | Medalla de oro                      | 200 m braza                         |